# Radau um Kasperl
Radau um Kasperl ist ein Hörspiel von Walter Benjamin. Es wurde am 10. März 1932 im Südwestdeutschen Rundfunk das erste Mal ausgestrahlt und ein zweites Mal am 9. September 1932 im Jugendfunk des Westdeutschen Rundfunks (Werag). Ernst Schoen verschaffte Benjamin die Möglichkeit, das Hörspiel zu realisieren, zu dem Schoen auch die Musik schrieb.

## Inhalt

### Personen
Kasperl;
Herr Maulschmidt, Sprecher am Rundfunk;
Der Speisewirt;
Der Karussellmann;
Der Budenbesitzer;
Der Schießbudenmann;
Der Löwenwärter;
Puschi, Kasperls Frau
Außerdem: Herr Mittmann und Herr Gericke vom Rundfunk; ein Stationsvorsteher; Lipsuslapsus, ein Geist; der erste und der zweite Schütze; Kinder und Tiere.

### Handlung
Das Hörspiel ist in mehrere Szenen unterteilt, die sich vor allem durch die sich ändernde Geräuschkulisse voneinander unterscheiden. Es beginnt mit einem Zusammentreffen von Kasperl, der auf dem Weg zum Markt ist, um einen Fisch für Puschi zu kaufen, und Herrn Maulschmidt. Wegen des dichten Nebels können sie sich nicht sehen und erkennen einander nicht. Kasperl gibt Herrn Maulschmidt seinen Namen zu raten und nach einigem Hin und Her erkennt Herr Maulschmidt ihn und ist hocherfreut, ihn getroffen zu haben. Herr Maulschmidt ist nämlich der Sprecher des Rundfunks und möchte schon lange, dass Kasperl bei ihm in der Sendung spricht.
Daraufhin gehen die beiden zum Rundfunkgebäude und Kasperl bekommt erklärt, was der Rundfunk ist. Als er erfährt, dass man ihn dann überall hören wird, ist er ganz aufgeregt, denn dann hört ihn auch sein Freund Seppl, dem er schon lange gehörig die Meinung sagen wollte. In dem folgenden Monolog Kasperls, der im Rundfunk gesendet wird, beschimpft er den Seppl aufs Übelste. Herr Maulschmidt und seine Rundfunkangestellten sind erbost und wollen Kasperl festhalten, aber er flieht.
Daraufhin beginnt eine Verfolgungsjagd, die für den folgenden Verlauf des Stückes ausschlaggebend ist. Sie führt Kasperl zuerst an den Bahnhof, wo er die Mütze eines Stationsvorstehers an sich nimmt und den Zug, den seine Verfolger gerade nach ihm absuchen, zehn Minuten vor der Zeit abfahren lässt. Nachdem er seine Verfolger erst mal abgehängt hat, begibt er sich auf einen Jahrmarkt und dort zuerst zu einem chinesischen Speisehaus. Als aber der Speisewirt sich weigert irgendeines seiner Kleidungsstücke als Pfand anzunehmen, ohrfeigt Kasperl ihn und geht als Nächstes zu einem Karussell. Nach einer längeren Diskussion mit dem Karussellmann über den Preis einer Fahrt, da Kasperl eine Stunde lang fahren möchte, ärgert sich Kasperl über diesen Mann und gibt auch ihm, um seine Argumentation zu verdeutlichen, Ohrfeigen.
Bei seinem weiteren Gang über den Jahrmarkt kommt er zu einem Budenbesitzer, der seinen allwissenden Geist Lipsuslapsus anpreist. Kasperl geht zu Lipsuslapsus und stellt ihm Fragen über sein Leben und was er damit anfangen soll. Der Geist antwortet immer als Echo auf die gestellte Frage und Kasperl verlässt den Raum wieder, ohne aus ihm schlau geworden zu sein. Kurz bevor er auch den Budenbesitzer deshalb ohrfeigen kann, tauchen seine Verfolger aus dem Rundfunk wieder auf und Kasperl versteckt sich als Schießbudenfigur in einer Schießbude und kann sich gerade noch, kurz bevor er angeschossen wird, enttarnen. Da er merkt, dass er bei dem Geist Lipsuslapsus seinen Fisch verloren hat, geht er in den Zoo um sich dort einen zu fangen. Aber noch bevor er damit beginnen kann, wird er von Kindern erkannt und erzählt ihnen, er würde im Zoo die Tiersprache studieren. Die Kinder drängen ihn dazu, ihnen zu erzählen, worüber die Tiere sich unterhalten. Nachdem er mit Füchsen, Affen, Elefanten und Löwen gesprochen hat, erkennen die Kinder, dass er ihnen nur etwas vorgemacht hat und schimpfen mit ihm und jagen ihn davon.
Im folgenden Monolog des Löwenwärters erfährt der Zuhörer, dass in dem einen Löwengehege nur ein ausgestopfter Löwe steht und in diesem Gehege versteckt sich Kasperl, als seine Verfolger wieder auftauchen. Er imitiert Löwengebrüll und tut so, als wolle er den Löwen freilassen. Daraufhin rennen Herr Maulschmidt und die anderen weg.
Das Taxi, welches Kasperl für den Nachhauseweg nimmt, hat einen Unfall und Kasperl erwacht zu Hause in seinem Bett. Seine Frau zeigt ihm Genesungsgeschenke, die die Kinder gebracht haben und im Folgenden überlegt Kasperl, wie er es Herrn Maulschmidt heimzahlen kann, der ihm diese ganze Verfolgungsjagd eingebrockt hat. Er wird in seinen recht brutalen Plänen unterbrochen, als Herr Maulschmidt herein kommt und ihm ein Kuvert mit seinem Honorar vom Rundfunk überreicht. Es stellt sich nämlich heraus, dass Herr Maulschmidt Kasperls Gespräch mit Puschi aufgezeichnet hat und im Rundfunk hat abspielen lassen, damit der Kasperl doch noch im Rundfunk gesprochen hat. Kasperl ist sehr erstaunt über den Rundfunk. Das Hörspiel endet damit, dass er und Puschi sich für das Geld bedanken und Herr Maulschmidt zu seiner nächsten Sendung davon eilt.

### Verortung
Als Hinweise für die Verortung dieses Hörspiels in einer bestimmten Region, dienen Geräusche und vor allem die Dialekte der einzelnen Personen. Einerseits könnte man das Stück im Raum München platzieren, da Kasperl einen sehr starken bairischen Dialekt spricht und in Bezug auf Franz von Pocci würde man deshalb die Verbindung zum Münchner Kasperl herstellen. Andererseits weist der Dialekt des Zoowärters auf Berlin hin und auch der Sitz des Rundfunks stellt die Verbindung zu Berlin her. Nun hört man in der ersten Szene allerdings auch Schiffssirenen tuten und in Hinblick auf ihre Kasperl-Tradition würde somit auch die Stadt Hamburg mit ihrem Hafen ein passender Ort sein. Durch diese Unklarheit wird ein Konstrukt eines fantastischen „Nirgendortes“ geschaffen.

### Intention
Absicht des Hörspiels ist es, Kindern das Medium Rundfunk näherzubringen und ihnen die technischen Möglichkeiten dieses Mediums vorzustellen. Dies gelingt dadurch, dass einerseits Kasperl vom Herrn Maulschmidt den Rundfunk in seiner Funktionsweise erklärt bekommt und andererseits dadurch, dass den Kindern durch Kasperls Unverständnis über den Gebrauch deutlich gemacht wird, wie man den Rundfunk nicht nutzt und im Umkehrschluss natürlich auch, was das eigentliche Prinzip des Rundfunks ist. Kasperl nutzt den Rundfunk für eine ganz persönliche individuelle Mitteilung, also sozusagen anstelle eines Telefons und nicht für eine allgemeine Botschaft an alle.

## Die Figur des Kasperls
Die Darstellung der Kasperl-Figur lehrt sich an traditionelle Darstellungen an. Kasperl kann fluchen, ein aggressives Verhalten an den Tag legen, wird aber, anders als der Jahrmarktskasperl, niemals obszön. Er verteilt zwar an fast alle Personen „Watschen“, das reicht an Brutalität aber nicht an Adolf Glaßbrenners Kasper soll gehängt werden heran, ein Musterbeispiel eines brutalen Kasperls. Auch Kasperls Fixierung auf sein leibliches Wohl ist deutlich abgemildert. Er verlangt zwar vom Herrn Maulschmidt im Rundfunk „ein Helles“ und auch bei dem chinesischen Speisewirt geht es ums Essen, aber dies bleiben die einzigen Anspielungen auf sein leibliches Wohl.
Kasperls Verhältnis zu seiner Frau Puschi wird von Benjamin als sehr liebevoll gezeichnet, die starke sexuelle Aufladung bei der traditionellen Kasperl-Figur fehlt vollständig. Er ist ein typischer Kinderkasper, trägt bunte, geflickte Kleidung und eine Schellenmütze. Auch sein Verhalten gegenüber Kindern unterstreicht seine Funktion als Kinderkasperl: nur von ihnen lässt er sich belehren, die Erwachsenen dagegen bekommen Ohrfeigen.
Die Komik des Kasperls entsteht durch sein absichtliches Nicht-Verstehen von Dingen und durch Situationen, in denen er sich (absichtlich) verhört und somit den Sinn einer Rede falsch versteht. Sprechenden Namen, wie zum Beispiel „Maulschmidt“, erzeugen ebenfalls komische Effekte. Eine ontologische Überhöhung und das daraus entstehende Paradoxon im Nebelmonolog Kaspers zu Beginn des Hörspiels findet sich in Ansätzen auch in Stücken von Franz von Pocci. 

## Ausstrahlungen

### Frankfurt, Südwestdeutscher Rundfunk
Am 10. März 1932 wurde im Südwestdeutschen Rundfunk in Frankfurt von 19:45 – 20:45 Uhr das Hörspiel „Radau um Kasperl“ ausgestrahlt. Es war als Ratespiel konzipiert, in dem die Kinder bei den einzelnen Radauszenen raten sollten worum es sich handelt und ihre Lösungen an den Sender schicken konnten. Die späte Sendezeit ist allerdings ungewöhnlich für ein reines Kinderhörspiel und so liegt die Vermutung nahe, dass der Sender die Zielgruppe dieses Hörspiels um erwachsene Zuhörer erweitern wollte. Der Handlungsablauf der Sendung entsprach wahrscheinlich einem bisher unveröffentlichten 7-seitigen Entwurf und unterscheidet sich in einigen Szenen von der Kölner Produktion. Die Frankfurter Produktion beginnt mit einer Szene auf dem Markt und die Szene im Nebel fällt dafür weg. Kasperl und Herr Maulschmidt scheinen sich dementsprechend auf dem Markt zu treffen, denn im Anschluss folgt die Szene im Rundfunkhaus, welche dann in die Flucht Kasperls übergeht und zu einer Szene im Hotel Bristol und dann erst zum Bahnhof führt. Danach folgt eine Szene im Zoo und eine Szene auf der Straße, mit sich anschließender Taxifahrt. Auch diese Produktion endet mit einer Szene in Kasperls Krankenzimmer. Charakteristisch für diese Sendung war die strikte Trennung von Wort- und Geräuschszenen. Benjamin selbst war der Produktionsleiter dieser Sendung.

### Köln, Werag
Ein halbes Jahr später, am 9. September 1932 um 16:20 – 17:00 Uhr fand die Ausstrahlung des Hörspiels im Jugendfunk des Westdeutschen Rundfunks (Werag) in Köln statt. Diese Sendung war 20 Minuten kürzer als die Frankfurter Produktion und war auch nicht mehr mit dem Charakter eines Ratespiels für Kinder verknüpft. Die Geräuschelemente, die in dieser Sendung noch vorhanden waren, waren keine kompletten Szenen mehr, sondern Hintergrundgeräusche, die teilweise auch von gesprochenem Text überlagert wurden. Die Szenenabfolge entspricht dem ausführlichen Textdokument und somit auch der oben angegebenen Handlung. Die Leitung hatte bei dieser Produktion Carl Heil.

### Südwestrundfunk / Mitteldeutscher Rundfunk 2018
Die Erstsendung dieser Neufassung von SWR und MDR fand am 1. Januar 2019 beim Sender SWR2 statt. Sie hatte eine Länge von 54'39 Minuten. Die Regie führte Ulrich Lampen. Zu den Sprechern gehörten u. a. Wolfgang Maria Bauer (Kasperl), Rainer Bock (Herr Maulschmidt), Bernd Gnann (Der Speisewirt), Ralph Hönicke (Der Karusselmann) und Volkert Kraeft (Der Budenbesitzer).

### Überlieferung
Das Hörspiel ist mit einem 28-seitigen, hektografierten Typoskript als einziger Textvorlage erhalten. Im Text sind mit Handschrift die Geräuscheinsätze markiert, es kann also als Sendetext angesehen werden. In der Szenenaufteilung, den Rollen und der Sendedauer entspricht er der Kölner Sendung. Als Tonaufnahmen  aus der Kölner Produktion sind die Szenen „Kasperl auf dem Jahrmarkt“ und „Kasperl im Zoo“ erhalten.  Sie befinden sich im Deutschen Rundfunkarchiv auf einer CD mit dem Titel „Was Kinder gerne hör(t)en; Was Kasperl zu erzählen hat: Kinderlieder und -hörspiele aus dem Deutschen Rundfunkarchiv aufgenommen in den 1930er und 1950er Jahren“.

## Adaption
Das Theater an der Parkaue führt ein auf dem Hörspiel basierendes Theaterstück mit dem Titel Radau! auf, das 2011 mit dem IKARUS-Preis als beste Inszenierung für Kinder ausgezeichnet wurde.